# Адина Бег Хан
Адина Бег Хан (в.-пандж. آدینا بیگ خان; ок. 1710 — 15 сентября 1758), при рождении Дина Арайн (в.-пандж. دینا آرائں) — пенджабский военный и администратор, который служил последним губернатором Пенджаба при Великих Моголах, а затем стал навабом Пенджаба при маратхах. Де-факто стал независимым правителем.

## Ранние годы
Адина, получившая при рождении имя Дина, родилась в семье Чанну в 1710 году в панджабской мусульманской семье племени Араин в деревне Шаракпур (ныне в районе Шейхупура в Пенджабе, Пакистан), в 20 милях от Лахора. Он воспитывался в домах могольских офицеров, работая слугой, по большей части в Джелалабаде, Ханпуре и Баджваре в Джаландхарском Доабе.

## Приход к власти
Адина начал свою карьеру в качестве солдата в армии Великих Моголов, однако, разочаровавшись в своих плохих перспективах, он занял более прибыльную должность сборщика налогов в деревне Кан недалеко от Султанпура. Вскоре он попал под покровительство Лала Шри Ниваса Дхира, богатого индуистского торговца из Султанпура, и получил контракты на получение доходов для всех деревень на территории Канга . В 1739 году, стремясь заменить недавно умершего окружного чиновника Султанпура, Адина отправился в Лахор и добился интервью с субадаром Пенджаба, Закарией Ханом Бахадуром. Впечатлив в своей беседе, губернатор потребовал безопасности за его хорошее поведение, и, получив гарантии от Лалы Шри Ниваса, Адина был назначен фаудждаром Султанпура. После своего назначения он отплатил тем же, сделав своего покровителя своим помощником и братом своего покровителя Бхвани Дасом, который знал персидский, своим управляющим. Признавая, что, будучи коренным пенджабским араином, был помехой в среде, в которой доминировала элита тюрко-персидского происхождения, он принял имя Адина Бег Хан, чтобы казаться тюрком по происхождению.
В том же году Надир-шах вторгся в империю Великих Моголов. Султанпур, расположенный на дороге из Лахора в Дели, был разорен персидскими войсками. Успех Адины Бега в восстановлении порядка, оказании помощи и обеспечении освобождения заключенных укрепил его репутацию. Закария Хан, узнав о его действиях, назначил его субадаром Доабы с инструкциями сдерживать беззаконие и остановить растущую угрозу сикхских заблуждений. Вскоре после его назначения Адина Бег направил войска против сикхов и устроил против них массовую резню. Примечательно, что после восстановления мира и порядка в этом районе он проигнорировал приказ предпринять решительные шаги, чтобы сокрушить сикхов, и вместо этого искал способы заключить с ними мир. Признавая упадок своих могольских работодателей, он стремился заключить союзы с местными группами и предоставил джагиры ряду сикхов, в то же время многие из них служили в его вооруженных силах, в частности Джасса Сингх Рамгархия.

## Тюремное заключение
Вторжение Надир-шаха привело к массовым грабежам и привело к тому, что Закария Хан Бахадур не смог заплатить своим солдатам. После массовых протестов солдат Закария Хан приказал своему дивану Лахпату Раю произвести выплаты. Диван был заключен в тюрьму, когда отказался это сделать, а его брату Джаспату Раю было приказано потребовать задолженности со всех назимов и фауджаров, чтобы собрать деньги. Впоследствии Адина Бег оказался в тюрьме за задолженность и был лишен должности губернатора Доабы.
Через год Бхвани Дас был освобожден под залог своего брата Шри Наваса, а Адина сбежала и скрылась в горах. Затем Бхвани Дас был вновь арестован и получил приказ раскрыть счета Адины, что он отказался сделать. Затем его поместили в большой котел и наполовину сварили . Освобожденный диван, Лахпат Рай, был настолько впечатлен его преданностью, что приостановил наказание и удовлетворил его одну просьбу. Последний потребовал восстановления Адины Бега, и после предупреждения он был награждён халатом, удостоен чести и назначен заместителем губернатора Доабы при Шахнавазе, сыне Закарии Хана.

## Вторжения Дуррани
Смерть Закарии-хана 1 июля 1745 года привела к борьбе за власть в качестве его преемника на посту субадара Лахорской субы, и шесть месяцев спустя его сын Яхия-хан был назначен его преемником. Признавая враждебность между Яхия-ханом и его младшим братом Шахнавазом, Адина Бег стремилась развивать отношения с Яхией, сохраняя при этом доверие его брата Шахнаваза. Чтобы поддержать правительство Яхии Хана в Лахоре, он помогал в кампании Лахпата Рая против сикхов в период с апреля по июнь 1746 года. В ноябре 1746 года Шахнаваз поднял восстание и силой оккупировал Лахор, требуя полного раздела имущества своего отца. На этот раз Адина Бег расположился в лагере Шахнаваза, а в марте следующего года, услышав новости о том, что Яхия Хан пытается начать атаку против Шахнаваза, Адина Бег возглавил атаку возле могилы Хазрата Ишана. Шахнаваз одержал победу и 21 марта 1747 года беспрепятственно вошел в Лахор, чтобы узурпировать правительство Пенджаба. Впоследствии он назначил Адину Бега ответственным за гражданские и военные дела Доабы. Шахнаваз теперь лоббировал правительство Дели, чтобы стать субадаром Лахора в обмен на освобождение Яхии. Однако, после побега Яхии из плена в июле, Шахнаваз потерял свою переговорную силу и по совету Адины пригласил Ахмад-шаха Дуррани вторгнуться в империю Великих Моголов.
Затем Адина Бег уведомил правительство Дели о предательстве Шахнаваза, и, узнав об этом, правительство Дели поспешно согласилось с требованиями Шахнаваза. Однако они опоздали остановить вторжение Дуррани. Ахмад-шах Дуррани разбил своего бывшего союзника Шахнаваза в Лахоре, прежде чем двинуться на Дели. Адина был дважды ранен, когда помогал Моин-уль-Мульку (также известному как Мир Манну) в решающей победе Моголов в битве при Манупуре, которая вынудила Ахмад-шаха Дуррани отступить в Кабул. В свою очередь, недавно назначенный субадаром Лахора Мир Манну восстановил Адину в качестве фаудждара Доабы. Ахмад-шах Дуррани продолжил свое первоначальное вторжение годом позже, захватив большую территорию к западу от реки Инд. Во время своего третьего вторжения он победил Мир Манну в битве при Лахоре и установил верховную власть Афганистана в Пенджабе, хотя он сохранил Мир Манну в качестве своего губернатора в Лахоре. После войны Адина попытался снискать расположение Мир Манну и предложил свою поддержку кампании против сикхов в Джуллундуре, чтобы развеять подозрения в его предательстве во время афганских вторжений.

## Консолидация власти
После смерти Мир Манну 3 ноября 1753 года его двухлетний сын был провозглашен вице-королем, а его мать Сурайя Бегум стала фактической правительницей . На фоне политических потрясений Адина Бег Хан провозгласил независимость как от империи Дуррани, так и от правительства Великих Моголов в Дели. В 1755 году Адина заручился поддержкой заминдаров и армии сикхов, чтобы противостоять угрозе Кутб-хана, захватившего Сирхинд, и 11 апреля 1755 года он встретился с Кутб-ханом в битве, выйдя победителем и распространив свой контроль над Доабом до Сирхинда. Он использовал свою победу, чтобы потребовать новую территорию от правительства Дели, и могольский визирь, отметив их военную некомпетентность и бедность, согласился. Адине был присвоен титул Зафар Джанг Бахадур, и все горные вожди подчинились ему и заплатили дань. Теперь, контролируя Джуллундур и Сирхинд, Адина стремилась захватить Лахор. Воспользовавшись беспорядками в Лахоре против заместителя Бегум Ходжи Абдуллы, он двинулся на столицу и назначил Садика Бег хана управлять государственными делами. Однако эта победа была недолгой, поскольку Сурайя Бегум с помощью афганцев отстранила Садик Бег хана от власти и восстановила положение Ходжи Абдуллы. В 1756 году визирь Великих Моголов использовал Адину для интриги, чтобы отстранить Бегум от власти в Лахоре и перевезти её в Дели . По завершении миссии Адина был назначен субадаром Лахора и Мултан от правительства Великих Моголов в Дели в обмен на ежегодную дань в размере тридцати лакхов рупий. Однако эта позиция просуществовала недолго, поскольку афганцы успешно прошли маршем на Лахор, чтобы избавиться от заместителя Адины Сайида Джамал-уд-Дина и восстановить Ходжу Абдуллу.
В ноябре 1756 года, после наступления Бегум, афганцы начали кампанию по разграблению Дели. Адина Бег, сопровождаемый Садик Бегом и Джамал-уд-Дином, оставил свои позиции и бежал в Ханси . Афганцы успешно разграбили Дели в 1757 году, и Бегум получила в качестве феода Доабу, Джамму и Кашмир. В свою очередь Бегум пригласила Адину править Доабой от её имени. Затем новый вице-король Лахора Джахан Хан потребовал от Адины полного повиновения и пригрозил в случае отказа опустошить Доабу. Адина согласился, однако вскоре разногласия по поводу выплаты дани Джахан-хану усилили напряженность. Джахан Кхан пригласил Адину ко двору, чтобы обсудить способы подчинения сикхов, но получил отказ от Адины Бега, который послал вместо него агентов. Затем для ареста Адины был послан отряд войск, однако он удалился в предгорья и набрал большое количество сикхских солдат, чтобы противостоять отряду. Сикхи во главе с Содхи Бхарбаг Сингхом и Джассой Сингх Ахлувалией разгромили афганцев и разграбили их багаж. В ответ Адина разрешил сикхам разграбить Доабу, включая город Джуллундур. В период с ноября 1757 по февраль 1758 года в Пенджабе продолжались грабежи, поражение афганцев и анархия.

## Изгнание из Афганистана
В начале 1758 года Адина Бег искал союзников, чтобы изгнать афганцев из Пенджаба и восстановить стабильность. Он заключил сделку с лидерами сикхов Джассой Сингхом Ахлувалией и Содхи Вадхаг Сингхом и с их помощью разгромил афганцев в Махилпуре. К марту 1758 года он также заручился поддержкой Рагхунатрао из Маратхской империи, и вместе они изгнали афганцев из Лахора. Теперь Пенджаб перешел под власть маратхов, и Адина был назначен субадаром Пенджаба в 1758 году в обмен на ежегодную дань в размере семидесяти пяти лакхов рупий. Рагхунатрао и Малхар Рао Холкар, два главнокомандующих силами маратхов, оставались в Лахоре в течение трех месяцев, после чего они ушли в Декан, оставив Адину под единоличным контролем. Теперь, контролируя весь Пенджаб, Адина Бег доверил Лахор своему зятю Хвадже Мирзе, и основал свою штаб-квартиру в Батале, ближе к своей традиционной базе власти в Доабе. Чтобы укрепить свои позиции, он стремился устранить своих соперников и объявил своих бывших союзников сикхов вне закона. Он предпринял две экспедиции против сикхов, включая неудачную осаду грязевого форта Рам Рауни.

## Смерть
15 сентября 1758 года, всего через несколько месяцев после своего назначения, Адина Бег скончался в Ханпуре близ Хошиарпура. Маратхи назначили Сабаджи Бхонсле его преемником на посту губернатора Пенджаба. На его могиле в Ханпуре была воздвигнута гробница . Его жизнь описана в неопубликованной персидской рукописи Ахвал-и-Дина Бег Хан.

## В популярной культуре
- В историческом телесериале 2010 года «Махараджа Ранджит Сингх», транслируемом по телеканалу DD National, роль Адины Бег исполняет Раджендра Гупта.